# حويجة عبدي (الرقة)
حويجة عبدي قرية سورية تتبع ناحية مركز تل أبيض في منطقة تل أبيض في محافظة الرقة. بلغ عدد سكانها 965 نسمة في عام 2004 حسب إحصاء المكتب المركزي للإحصاء.